# Kåfjord, Nordkapps kommun
Kåfjord är en by i Nordkapps kommun i Finnmark fylke i norra Norge. Byn ligger vid Europaväg 69, på östra sidan av Kåfjorden.
Härifrån gick tidigare reguljär färjetrafik till staden Honningsvåg på ön Magerøya. Den lades ner 1999, efter att den fasta förbindelsen genom Nordkapstunneln och Honningsvågtunneln hade öppnats för trafik.

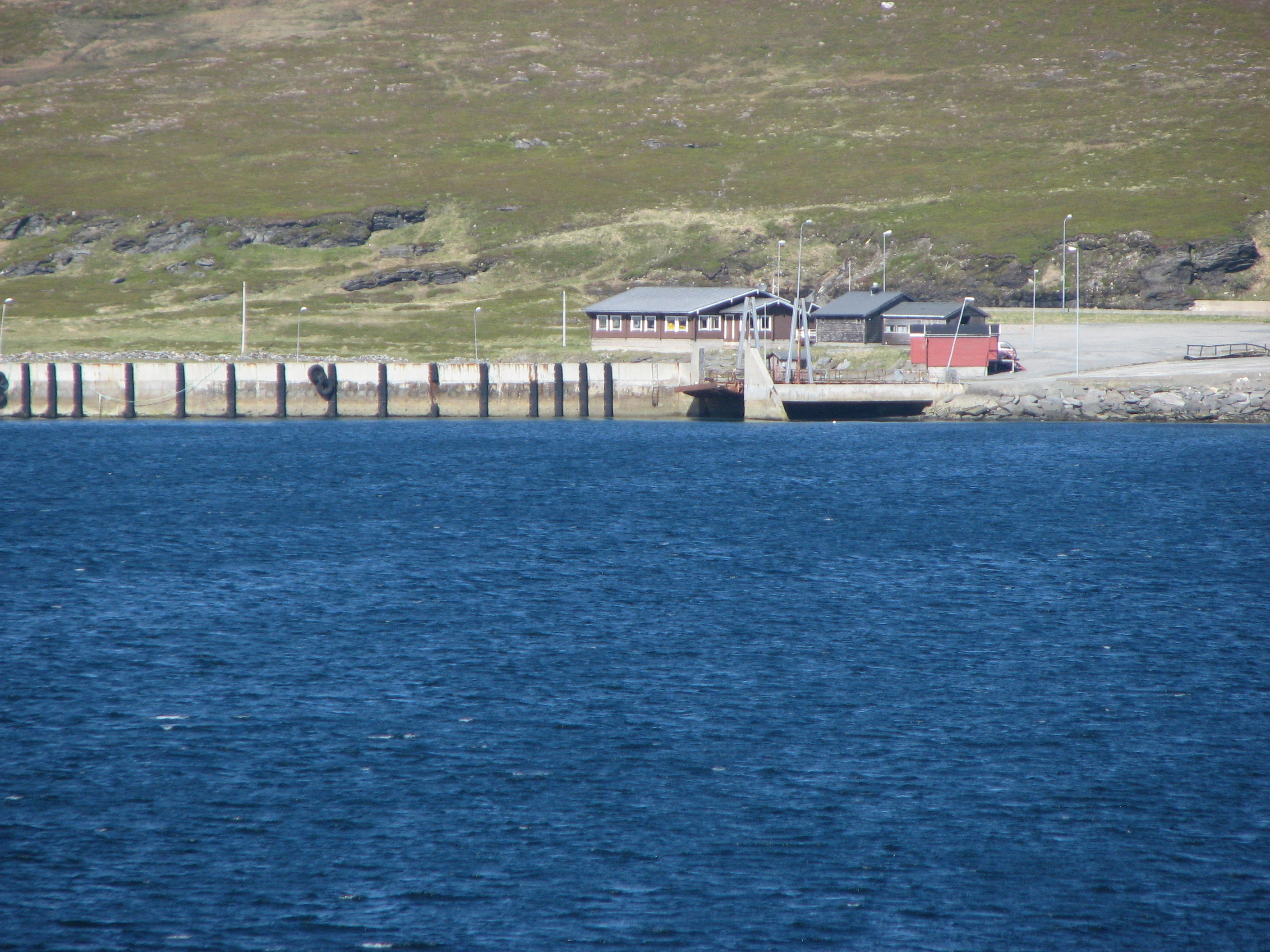
Gamla färjeläget i Kåfjord.